# Кетелін Хилдан
Кетелі́н Хилда́н (рум. Cătălin Hîldan, нар. 3 лютого 1976, Бренешть — пом. 5 жовтня 2000, Олтеніца) — румунський футболіст, півзахисник.
Помер у 24-річному віці внаслідок зупинки серця, що сталася безпосередньо на футбольному полі.

## Клубна кар'єра
Вихованець футбольної школи бухарестського «Динамо», до якої потрапив в 11 років. Пройшовши через команди усіх вікових категорій, 1994 року дебютував у дорослому футболі у складі головної команди клубу.
Протягом 1995–1996 років захищав на умовах оренди кольори нижчолігового клубу «Оцелул» з Тирговіште.
1996 року повернувся до «Динамо» (Бухарест), де швидко став ключовою фігурою в півзахисті команди, улюбленцем вболівальників клубу та, урешті-решт, капітаном команди. До своєї передчасної смерті у 2000 році встиг провести за «Динамо» в чемпіонатах Румунії 138 матчів.

## Виступи за збірну
1999 року дебютував в офіційних матчах у складі національної збірної Румунії. Протягом кар'єри у національній команді встиг провести у її формі лише 8 матчів, забивши 1 гол.
У складі збірної був учасником чемпіонату Європи 2000 року у Бельгії та Нідерландах. В матчах цього турніру на поле не виходив.

## Смерть та вшанування пам'яті
5 жовтня 2000 року бухарестське «Динамо» проводило у місті Олтеніца товариську гру проти місцевого клубу «Шантьєрул Навал». На 74-й хвилині гри капітан гостей Кетелін Хилдан впав на футбольний газон, лікарі констатували зупинку серця у 24-річного футболіста. Його було доправлено до лікарні, проте повернути гравця до життя не вдалося.
На знак пошани до померлого футболіста бухарестський клуб вилучив з обігу і довічно закріпив за Хилданом його 11-й ігровий номер. Північна трибуна домашньої арени клубу отримала офіційну назву Трибуна Кателіна Хилдана (рум. Peluza Cătălin Hîldan), а вболівальники команди висловлюють свою повагу до Хилдана прізвиськом Єдиний Капітан (рум. Unicul Căpitan) та скандуванням його імені на стадіоні під час футбольних матчів.

## Титули і досягнення
- Чемпіон Румунії (1):

«Динамо»:  1999–00
- Володар Кубка Румунії (1):

«Динамо»:  1999–00